# Tomás Fernandes
Tomás Fernandes (século XV - século XVI) foi um arquiteto militar português.

## Biografia
Foi enviado por Manuel I de Portugal para o Estado Português da Índia, em 1506, com o cargo de "Mestre das Obras d'el Rei". Lá dirigiu as obras das primeiras fortificações portuguesas em Diu (Fortaleza de Diu), Cochim, Honor e Mangalore, edificou o Forte de São Pedro em Goa (1510) e a Fortaleza de Malaca entre outras.